# Bindki
Bindki là một thành phố và là nơi đặt ban đô thị (municipal board) của quận Fatehpur thuộc bang Uttar Pradesh, Ấn Độ.

## Địa lý
Bindki có vị trí 26°02′B 80°36′Đ / 26,03°B 80,6°Đ Nó có độ cao trung bình là 125 mét (410 foot).

## Nhân khẩu
Theo điều tra dân số năm 2001 của Ấn Độ, Bindki có dân số 34.197 người. Phái nam chiếm 53% tổng số dân và phái nữ chiếm 47%. Bindki có tỷ lệ 64% biết đọc biết viết, cao hơn tỷ lệ trung bình toàn quốc là 59,5%: tỷ lệ cho phái nam là 70%, và tỷ lệ cho phái nữ là 58%. Tại Bindki, 13% dân số nhỏ hơn 6 tuổi.